# Mistrzostwa Świata U-21 w Rugby Union Mężczyzn 1996
Mistrzostwa Świata U-21 w Rugby Union Mężczyzn 1996 – drugie mistrzostwa świata U-21 w rugby union mężczyzn zorganizowane przez SANZAR i UAR, które odbyły się w trzech miastach Nowej Zelandii w dniach 14–20 lipca 1996 roku.
Zwyciężając we wszystkich trzech pojedynkach w zawodach triumfowała Australia, w której składzie znajdowali się m.in. Nathan Grey, Chris Latham, Elton Flatley, Sam Cordingley i Tom Bowman. Z kolei w nowozelandzkiej drużynie grali przyszli All Blacks – Anton Oliver, Tony Brown, Andrew Blowers, Norm Maxwell i Greg Feek. Sędziami zawodów byli Steve Walsh, George Ayoub, Santiago Borsani i Andy Turner.

## Mecze
| 14 lipca 199612:30 | Nowa Zelandia U-21 | 88:21 | Argentyna U-21 | Palmerton North Showgrounds, Palmerston North |
| 14 lipca 199612:30 |                    | 88:21 |                | Palmerton North Showgrounds, Palmerston North |

| 14 lipca 199614:30 | Australia U-21 | 42:16 | Południowa Afryka U-21 | Palmerton North Showgrounds, Palmerston North Sędzia: Santiago Borsani |
| 14 lipca 199614:30 |                | 42:16 |                        | Palmerton North Showgrounds, Palmerston North Sędzia: Santiago Borsani |

| 17 lipca 199617:30 | Argentyna U-21 | 18:31 | Australia U-21 | Owen Delany Park, Taupō |
| 17 lipca 199617:30 |                | 18:31 |                | Owen Delany Park, Taupō |

| 17 lipca 199619:30 | Nowa Zelandia U-21 | 28:18 | Południowa Afryka U-21 | Owen Delany Park, Taupō |
| 17 lipca 199619:30 |                    | 28:18 |                        | Owen Delany Park, Taupō |

| 20 lipca 199612:30 | Argentyna U-21 | 28:29 | Południowa Afryka U-21 | Takapuna, Auckland |
| 20 lipca 199612:30 |                | 28:29 |                        | Takapuna, Auckland |

| 20 lipca 199614:30 | Nowa Zelandia U-21 | 14:17 | Australia U-21 | Takapuna, Auckland |
| 20 lipca 199614:30 |                    | 14:17 |                | Takapuna, Auckland |